# Воинское кладбище № 200 (Тарнув-Хышув)
 Памятник культуры Малопольского воеводства: регистрационный номер A-54/M от 5 мая 2006 года.

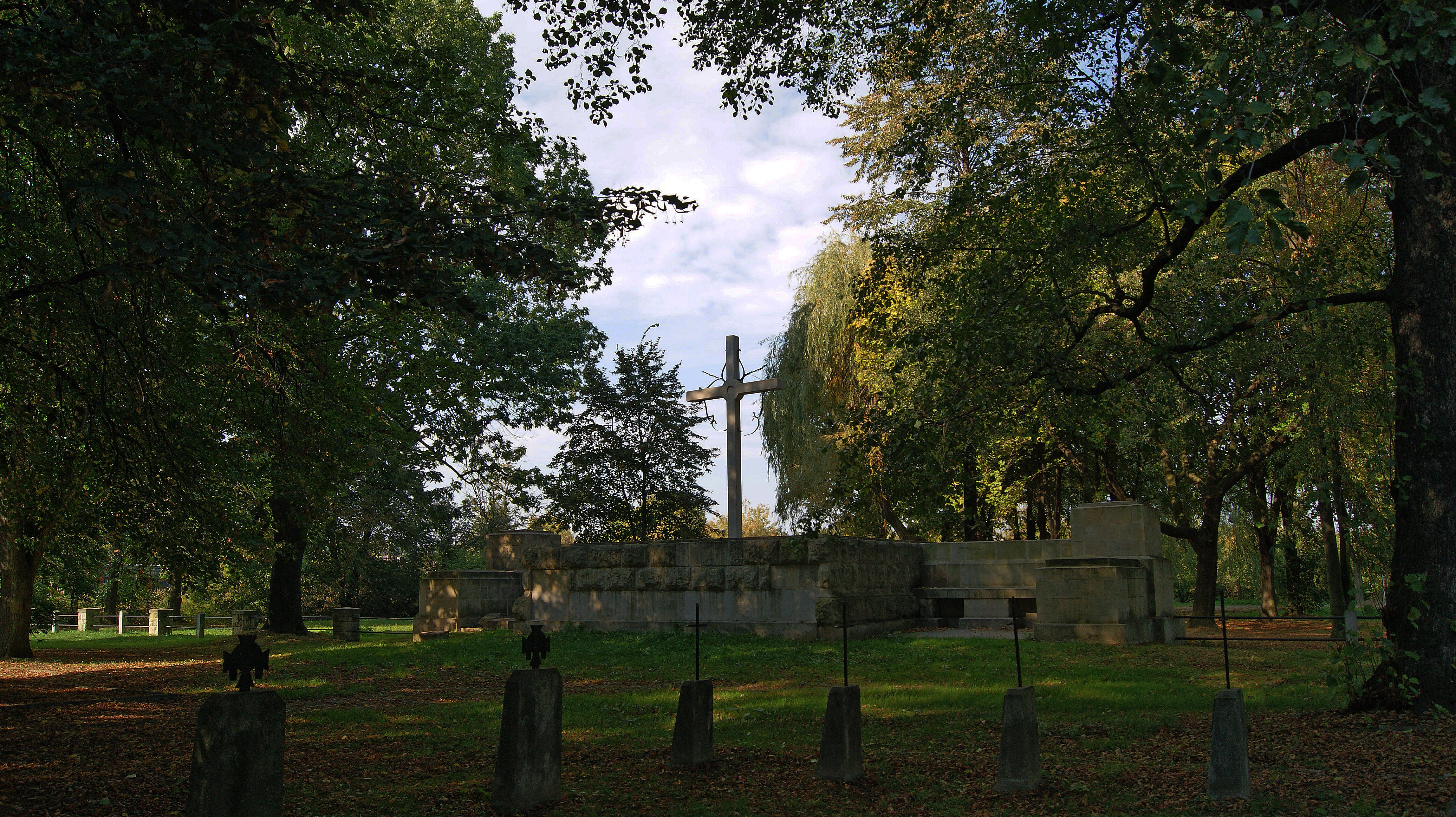
Памятник

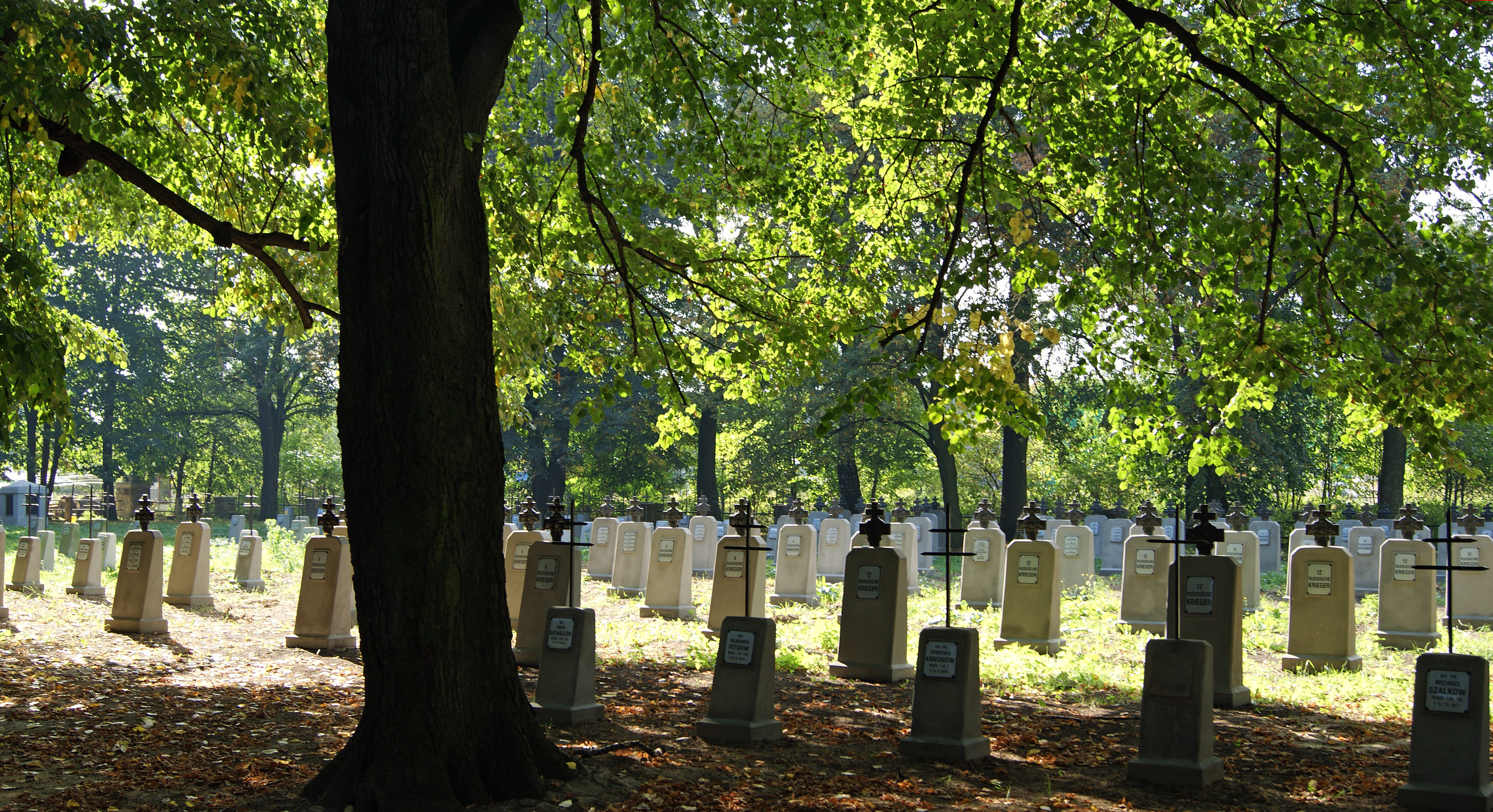
Mогилы

Воинское кладбище № 201 — Тарнув-Хышув (пол. Cmentarz wojenny nr 200 - Tarnów-Chyszów) — воинское кладбище, находящееся в городе Тарнув, Малопольское воеводство, Польша. Кладбище входит в группу Западногалицийских воинских захоронений времён Первой мировой войны. На кладбище похоронены военнослужащие Австрийской, Германской и Российской армии, которые погибли в декабре 1914 — мае 1915 годов во время Первой мировой войны. Охраняемый памятник Малопольского воеводства.

## История
Кладбище было основано Департаментом воинских захоронений К. и К. военной комендатуры в Кракове в 1914 году. Автор некрополя не известен. На кладбище площадью 7.452 квадратных метра находятся 129 братских и 310 индивидуальных могил, в которых похоронены 550 австрийских, 77 германских и 550 российских солдат. Национальная одного похороненного не известна.
5 мая 2006 года некрополь был внесён в реестр памятников культуры Малопольского воеводства.

## Источник
- Oktawian Duda: Cmentarze I wojny światowej w Galicji Zachodniej. Warszawa: Ośrodek Ochrony Zabytkowego Krajobrazu, 1995. ISBN 83-85548-33-5.
- Roman Frodyma Galicyjskie Cmentarze wojenne t. II Okolice Tarnowa (Okręgi V—VII), Oficyna Wydawnicza «Rewasz», Pruszków 1998, ISBN 83-85557-38-5